# Ienibahar

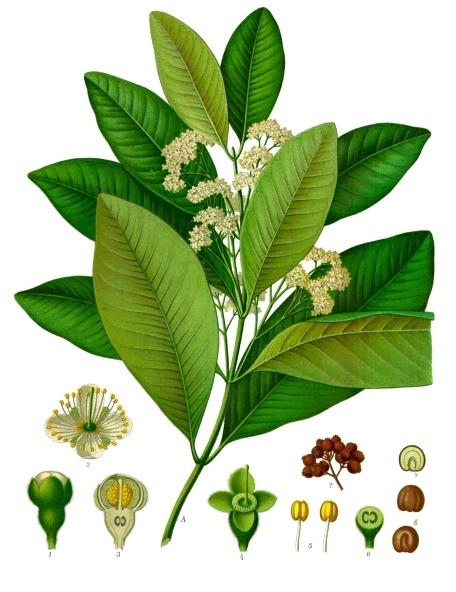
Pimenta dioica

Ienibaharul (Pimenta dioica = Myrthus pimenta) este o plantă exotică ce produce niște fructe asemănătoare boabelor de piper, de formă rotundă și culoare maro-negricioasă. Mai este cunoscut și sub numele de enibahar, piper jamaican, kurundu, pimenta sau piper cu aromă de cuișoare. Ienibaharul, un arbore tot timpul verde, din familia Myrtaceae, este originar din Jamaica. Numele derivă din spaniolul pimenta, adică piper.
Ienibaharul este folosit ca mirodenie în bucătărie, având un gust iute și aromat, o combinație între cuișoare, nucșoară și scorțișoară.

## Istorie
Cristofor Columb a fost cel care a adus planta din Caraibe, crezând ca este piper; de fapt păstăile de ienibahar seamănă foarte mult cu niște păstăi mari de piper.
Înaintea Primului Război Mondial, ienibaharul era foarte utilizat, dar în timpul războiului au fost tăiați foarte mulți arbori, iar producția nu a mai fost niciodată reluată.
Datorită denumirii de „piper cu aroma de cuișoare”, cu care este cunoscut mai ales în Europa, ienibaharul poate fi asemuit cuișoarelor, chiar confundat cu acestea.

## Zone de producție
Este produs mai ales în Jamaica, dar și în Guatemala, Honduras și Mexic.

## Utilizare

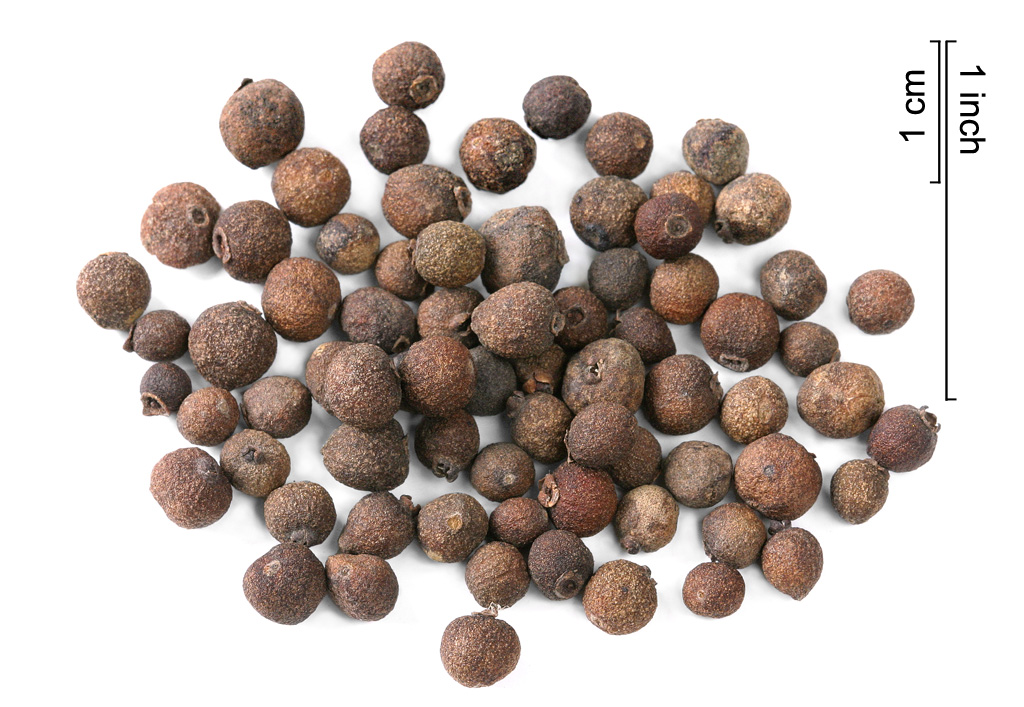
Boabe de ienibahar

Este indicată folosirea boabelor întregi, ienibaharul pierzându-și foarte ușor aroma. Se folosește pentru aromatizarea peștelui, marinarea cărnii de porc sau de oaie, sau la prepararea murăturilor, împreună cu hrean și piper.
Ienibaharul este una dintre principalele mirodenii ale bucătăriei caraibiene și foarte utilizat în prepararea multor feluri de mâncare în bucătăria palestiniană. Este folosit pentru aromatizarea cărnii uscate sau afumate în bucătăria mexicană și unul dintre ingredintele ce se pot găsi în curry.
În bucătăria americană este utilizat mai ales pentru aromatizarea dulciurilor, dar este și unul dintre principalele ingrediente ale Cincinnati Chili. În bucătăria englezească se foloseste la pregătirea celebrelor „pancakes”.
Este unul dintre ingredientele principale ale amestecului denumit „Creola”, ce mai conține piper negru, piper alb, piper verde și piper roșu.